# Swertia iberica
Swertia iberica är en gentianaväxtart som beskrevs av Fisch. och Carl Anton von Meyer. Swertia iberica ingår i släktet Swertia och familjen gentianaväxter. Inga underarter finns listade i Catalogue of Life.